# Ann Kiessling
Pour les articles homonymes, voir Kiessling.
Ann A. Kiessling est une biologiste de la reproduction américaine et une chercheuse en cellules souches parthénogéniques humaines à la Bedford Research Foundation. Elle est professeure associée dans les hôpitaux universitaires de la Harvard Medical School (Brigham and Women's Hospital, Faulkner Hospital, New England Deaconess et Beth Israel Deaconess Medical Center) de 1985 à 2012.

## Historique
Ann Kiessling est née à Baker City, dans l'Oregon, sous le nom d'Ann Anderson. Son père, le colonel William Charles Anderson, était un commandant d'escadron décoré dans l'armée de l'air américaine pendant la Seconde Guerre mondiale. Diplômée du lycée de Klamath Falls en 1960, elle entre à l'université de Virginie où elle obtient le premier de ses deux baccalauréats en soins infirmiers. En 1966, elle obtient sa deuxième licence en chimie à la Central Washington University, où elle a également obtenu une maîtrise en chimie organique en 1967. En 1971, elle obtient son doctorat en biochimie et biophysique à l'université d'État de l'Oregon. Elle effectue des recherches postdoctorales au Fred Hutchinson Cancer Research Center, au Memorial Sloan-Kettering Cancer Center et à l'université de Californie à San Diego. Kiessling est mère de trois filles et d'un fils.

## Carrière
Ann Kiessling est connue pour sa découverte de l'activité de la transcriptase inverse dans des cellules humaines normales. Ce rapport permet de mettre en évidence l'importance des séquences rétrovirales naturelles dans les gènes humains, dont on pense maintenant qu'elles jouent un rôle important dans la plasticité génétique impliquée dans l'évolution et la biologie humaine. Avant cette découverte, on suppose que la transcriptase inverse est une enzyme présente uniquement dans les rétrovirus (comme le virus de l'immunodéficience humaine). Pour comprendre le rôle biologique normal de la transcriptase inverse, Kiessling commence à étudier les œufs et les premiers embryons en cours de clivage,. Son double intérêt pour la virologie et la biologie de la reproduction conduit à des recherches sur la transmission du virus de l'immunodéficience humaine par le sperme, et à la création du premier laboratoire de fécondation in vitro humaine dans l'Oregon au début des années 1980. La Harvard Medical School recrutr Kiessling en 1985, où elle mène des recherches jusqu'en 2011,. Kiessling mène des recherches à la Bedford Stem Cell Research Foundation.
Le programme spécial d'assistance à la procréation, très controversé, de la fondation sur la recherche des cellules souches permet à plus de 300 couples infectés par le virus de l'immunodéficience humaine d'avoir des bébés en bonne santé,,. Grâce à ce succès, plus de 75 centres de fertilité dans tout le pays mettent en place des programmes similaires, permettant aux couples de se faire soigner près de chez eux. Les techniques développées pour le programme spécial d'assistance à la procréation sont alors étendues à d'autres maladies de l'appareil génito-urinaire masculin, comme la prostatite et les infections de la vessie. L'expertise en matière de biologie des ovules humains conduit le Dr Kiessling à développer le premier programme de don d'ovules humains du pays pour la recherche sur les cellules souches en 2000. L'équipe d'Ann Kiessling est la première à établir l'importance des rythmes circadiens dans le développement précoce des ovules.
Parmi les publications d'Ann Kiessling figure le premier examen complet de l'influence de la terminologie scientifique exacte sur les lois, intitulé « What is an Embryo », publié par la Connecticut Law Review, ainsi que les répliques de Harold Shapiro, du professeure John A. Robertson, du professeure Lars Noah et du père Kevin P. Quinn. La revue juridique aborde la controverse de toutes les entités que l'on appelle actuellement des embryons en ce qui concerne la législation sur la recherche sur les cellules souches embryonnaires dans le monde. En 2003, Kiessling écrit Human Embryonic Stem Cells : An Introduction to the Science and Therapeutic Potential, le premier manuel sur ce sujet controversé.
Ann Kiessling est membre des conseils consultatifs pour la recherche sur les cellules souches de Californie (article XXXV de la Constitution californienne) et du Connecticut, et membre des comités de surveillance de la recherche sur les cellules souches embryonnaires de l'université Harvard, du Joslin Diabetes Center et de l'hôpital pour enfants. M. Kiessling est cité dans des articles du Boston Globe, du Wall Street Journal, du Los Angeles Times, du New York Times et de National Public Radio, entre autres,,,,,,,,,,,,,,,.

## SRAS2 (Coronavirus)
En mars 2020, le Dr Ann Kiessling étend les activités de son laboratoire à la Bedford Research Foundation pour y inclure le dépistage du SRAS2 (COVID-19). Le 17 avril 2020, elle signale que l'une de ses filles, employée de première ligne dans un hôpital local, a été testée positive au coronavirus. La frustration de Kiessling face au manque continu de tests disponibles l'amène à étendre les efforts de dépistage du SRAS2 de la Fondation pour offrir des tests publics.

## Prix
- 2007 : Le programme spécial d'Ann Kiessling sur la procréation assistée reçoit le prix du meilleur article sur la technologie décerné par la Société américaine de médecine reproductive[21].
- 2009 : Ann Kiessling reçoit le prix Jacob Heskel Gabbay pour la biotechnologie et la médecine[6].
- 2010 : Central Washington University Distinguished Alumni Award[22].
- 2011 : Alumni Achievement Award de l'université de Virginie, École d'infirmières[23].
- 2014 : Doctorat honorifique et prix pour l'ensemble de sa carrière de l'École de santé publique de Jodhpur, à Mumbai, en Inde, remis lors du congrès 2014 sur le VIH à Mumbai[24].
- 2014 : Discours de remise des diplômes de l'université d'État de l'Oregon[25],[26].
- 2014 : Doctorat honorifique en biologie cellulaire et moléculaire, université d'État de l'Oregon.

## Publications
M. Ann Kiessling publie plus de 100 articles scientifiques et donné plus de 60 conférences à des auditoires du monde entier. Une sélection de ses publications est présentée ci-dessous :
- (en) D. Loutradis, D. John et A. A. Kiessling, « Hypoxanthine Causes a 2-Cell Block in Random-Bred Mouse Embryos1 », Biology of Reproduction, vol. 37, no 2,‎ 1er septembre 1987, p. 311–316 (ISSN 0006-3363 et 1529-7268, DOI 10.1095/biolreprod37.2.311, lire en ligne, consulté le 27 mars 2023).
- (en) D S Goldman, A A Kiessling, C F Millette et G M Cooper, « Expression of c-mos RNA in germ cells of male and female mice. », Proceedings of the National Academy of Sciences, vol. 84, no 13,‎ juillet 1987, p. 4509–4513 (ISSN 0027-8424 et 1091-6490, PMID 2955407, PMCID PMC305119, DOI 10.1073/pnas.84.13.4509, lire en ligne, consulté le 27 mars 2023).
- (en) M. S. Borzy, R. S. Connell et A. A. Kiessling, « Detection of human immunodeficiency virus in cell-free seminal fluid », Journal of Acquired Immune Deficiency Syndromes, vol. 1, no 5,‎ 1988, p. 419–424 (ISSN 0894-9255, PMID 2464685, lire en ligne, consulté le 27 mars 2023).
- (en) S J O'Keefe, H Wolfes, A A Kiessling et G M Cooper, « Microinjection of antisense c-mos oligonucleotides prevents meiosis II in the maturing mouse egg. », Proceedings of the National Academy of Sciences, vol. 86, no 18,‎ septembre 1989, p. 7038–7042 (ISSN 0027-8424 et 1091-6490, PMID 2476810, PMCID PMC297988, DOI 10.1073/pnas.86.18.7038, lire en ligne, consulté le 27 mars 2023).
- (en) Scott Anderson, Human embryonic stem cells : an introduction to the science and therapeutic potential, Jones and Bartlett, 2003 (ISBN 0-7637-2341-X et 978-0-7637-2341-5, OCLC 51804780, lire en ligne).
- (en) Ann A. Kiessling, « What is an embryo? », Connecticut Law Review, vol. 36, no 4,‎ 2004, p. 1051–1092 (ISSN 0010-6151, PMID 15868674, lire en ligne, consulté le 27 mars 2023).
- (en) Ann A. Kiessling, Ritsa Bletsa, Bryan Desmarais et Christina Mara, « Evidence that human blastomere cleavage is under unique cell cycle control », Journal of Assisted Reproduction and Genetics, vol. 26, no 4,‎ avril 2009, p. 187–195 (ISSN 1058-0468 et 1573-7330, PMID 19288185, PMCID PMC2682187, DOI 10.1007/s10815-009-9306-x, lire en ligne, consulté le 27 mars 2023).

## Média

### BostonGlobe
1. ↑  Green, K. (2006, Nov 12). City to scientists: Set up shop here. Boston Globe.
2. ↑  Green, K. (2007, Apr 28). Somerville rolls out biotech welcome mat. Boston Globe.
3. ↑  Goodman, E. (2005, Apr 07). Egg Donation and Morality. Boston Globe.
4. ↑  Cook, G. (2001, Jul 13). Worcester Firm Aims to Clone Human Cells. Boston Globe.
5. ↑  Krasner, J. (2003, Apr 09). Keeping Act Together Controversial Biotech Firm Says It's Found Crucial Funding, But Challenges Remain. Boston Globe.

### Wall Street Journal
1. ↑  Regalado, A. (2005, Nov 14). Stem-cell rift shows difficulty obtaining eggs. Wall Street Journal.
2. ↑  By, G. N. (2002, Jan 28). Biotech firms bypass journals to make news. Wall Street Journal.
3. ↑  By, G. N. (2002, Jan 25). Biotechs rush to announce advances --- but in race to score breakthroughs, companies may be exaggerating. Wall Street Journal.
4. ↑  By Laurie McGinley and Antonio Regalado. (2001, Nov 27). Bush criticizes firm that clones human embryos, presses for ban. Wall Street Journal.
5. ↑  By Gautam Naik and Antonio Regalado. (2001, Jul 13). Scientists pursue controversial goal: Cloning for tissue --- resulting cells might cure life-threatening ailments `Perfect solution' or embryo farming? Wall Street Journal.
6. ↑  By, A. R. (2001, Jul 13). Experiments in controversy --- ethicists, bodyguards monitor scientists' effort to create copy of human embryo. Wall Street Journal.

### Los Angeles Times
1. ↑  Peter Wallsten and, J. R. (2004, Aug 10). The race to the White House; stem cell research gains political life; Kerry criticizes Bush's limits on the science, and as polls show voters favor less restrictive policies, the president aims to recast his stance. Los Angeles Times.
2. ↑  Romney, L. (2006, Sep 13). The nation; new battle lines are drawn over egg donation; the issue of whether to pay women to be stem cell research donors has split feminists, causing some to align with christian conservatives. Los Angeles Times.

### New York Times
1. ↑  Sheryl, G. S. (2001, Dec 09). That scientific breakthrough thing. New York Times .
2. ↑  Kolata, G. (2002, Apr 30). Parenthood help for men with H.I.V. New York Times .

### NPR
1. ↑  Analysis: Egg donation and ethics (2005). . Washington, D.C.: National Public Radio: Friday.